# Charoblemma unilinea
Charoblemma unilinea är en fjärilsart som beskrevs av Dyar 1914. Charoblemma unilinea ingår i släktet Charoblemma och familjen nattflyn. Inga underarter finns listade i Catalogue of Life.